# Geiger György
Geiger György (Homokmégy, 1944. augusztus 3. –) Kossuth-díjas és Liszt Ferenc-díjas trombitaművész, érdemes művész.

## Életpályája
A zenei gimnázium elvégzése után a Liszt Ferenc Zeneművészeti Főiskolán kapott művész-tanári oklevelet 23 éves korában (1967). Közben 20 évesen (1964) első trombitás lett a Magyar Állami Operaház zenekarában, ahol 4 évig játszott (1968-ig). 1969-ben került a Magyar Rádió és Televízió Szimfonikus Zenekarába szólótrombitásnak, ahol azóta is dolgozik. Zenekari munkájáért és szólófelvételeiért két ízben Nívódíjjal jutalmazták.
1975-ben vezetésével megalakult a Modern Rézfúvós Együttes, amellyel nemzetközi versenyt nyertek Anconában, ahova Geiger György később zsűritagként is meghívást kapott. 1979 óta tanít a Liszt Ferenc Zeneművészeti Főiskola szaktanárképző tagozatán. 1980-ban Liszt Ferenc-díjjal tüntették ki, 1983-ban, valamint még további 3 alkalommal (1992, 1994, 1996) Artisjus-díjjal jutalmazták az új magyar zeneművek megismertetése érdekében végzett munkáját.
1985-ben meghívást kapott az USA-ba, a Új-Mexikó állambeli Albuquerque-i I.T.G. által rendezett trombitás világtalálkozóra. Itt előadást tartott és hangversenyt adott. 1986-ban megjelent első lemeze a Játszom a trombitával című. 1987-ben a genfi nemzetközi zenei verseny zsűritagja. 1990-ben megjelent 2. lemeze, amelyen klasszikus versenyműveket és kamaraműveket játszik. 1994-ben és 1996-ban újabb lemezeket jelentetett meg. 
Több, számára írt trombitaversenyt mutatott be, amelyek zömmel szerzői lemezeken is megjelentek, illetve rádiófelvétel készült belőlük (Székely Endre, Jereb Ervin, Hidas Frigyes, Lendvay Kamilló, Dubrovay László, Petrovics Emil, Malek Miklós, Rózsa Pál, Patachich Iván albumai).
1996-ban Soroksár városa díszpolgárává avatta. 1997-ben Malek Miklós trombitaversenyének bemutatásáért és felvételéért a Magyar Rádiótól EMeRTon-díjat kapott.

## Díjai, kitüntetései
- Liszt Ferenc-díj (1980)
- Artisjus-díj (1983, 1992, 1994, 1996)
- Soroksár díszpolgára (1996)
- EMeRTon-díj (1997)
- Inter-Lyra díj (1998)
- Dohnányi-díj (1999)
- Érdemes művész (2000)
- Kossuth-díj (2009)
- Budapestért díj (2013)

## Diszkográfiája
- 1985 Márta István: Szíveink – Közreműködő
- 1986 Geiger György: Játszom a trombitával – Saját
- 1987 Csemiczky: Commedia senza parole; Előhívó ének; Kyrie; Antiphonae No. 2 – Közreműködő
- 1994 Dubrovay László: Szimfónia; Concerto No.2 trombitára és 15 vonóshangszerre; Variációk egy oszcilláló vonalra; Hármasverseny – Közreműködő
- 1994 Geiger György/Maros Éva: Klasszikus gyöngyszemek trombitán és hárfán – Saját
- 1995 Aritmia – Közreműködő
- 1996 Magyar zeneszerzők rézfúvós kamarazenéje – Közreműködő
- 1997 Dubrovay László: Új fúvós zene – Közreműködő
- 1997 Hungaroton Classic – 1998 – Közreműködő
- 1997 ISMEAM – selected passages – Közreműködő
- 1997 Kortárs magyar zene trombitára és hárfára – Saját
- 1999 Margoshes, Steve: Szimfonikus szvit a Fame című musicalből – Közreműködő
- 1999 Sugár Miklós: Ear movements; Rövid történet; Fluctus; Modellek; Percupicsy; Írisz – Közreműködő
- 2000 Dubrovay László: Brummadza tánca – Kamarazene réz- és fafúvósokra – Közreműködő
- 2000 Kortárs magyar elektronikus kompozíciók – Közreműködő
- 2002 Madarász Iván: Orfeusz gesztusai; Dionüszosz geometriája; Archai-Archi; Tabulatúra; Egyperces novellák; Talizmán – Közreműködő
- 2003 Malek Miklós: Brass Concertos – Közreműködő
- 2004 Barokk trombitaversenyek – Saját
- 2004 Kortárs magyar trombitaversenyek – Saját
- 2005 Works by Faragó, Olsvay, Madarász, M. Sugár, Decsényi, Szigeti, Csemiczky – Közreműködő